# Нікольське-Гагаріно
Нікольське-Гагаріно — палацово-парковий ансамбль князів Гагаріних в селі Нікольське, котрий створили архітектор Старов Іван Єгорович та паркобудівник Болотов Андрій Тимофійович.

## Передумови створення
В квітні 1762 року імператриця Катерина II народила позашлюбну дитину від фаворита Григорія Орлова. Народженого сина приховали в родині Шкуріна, називаючи того вихованцем і надали первісне прізвище Шкурін. Дитину оточили увагою і вивезли в тульські маєтки імператриці. Хлопчика виховували як звичного недоросля з багатої дворянської родини і надали маєтки. А до повноліття дитини маєтками хлопця управителем призначили князя С. Гагаріна. Десятилітньому хлопцеві за наказом імператриці вибудували палац в містечку Богородицьк. Замову імператриці виконав архітектор Іван Старов в 1771-1773 рр., що пройшов стажування в Парижі в майстерні французького архітектора Шарля де Вайї. Комплекс споруд нагадував невеликий ансамбль з парком, а в композицію включили навіть невеличке місто Богородицьк, яке наново перепланували. Праця над ансамблем в Богородицку розтяглася до 1778 р. Князь С.С.Гагарін, скористався нагодою і залучив до створення нової власної садиби в селі Нікольське новомодного архітектора, що працював вже по замовам самої імператриці.  Нікольських сел в Росії була безліч. Аби відрізняти власний маєток, до назви додавали Гагаріно. Так випадок звів пихатого вельможу з придворним архітектором і сприяв появі в Підмосков'ї чергової унікальної садиби.

## Палац Гагаріних

Палац кн. С.С. Гагаріна, садовий фасад, фото 1940 р.

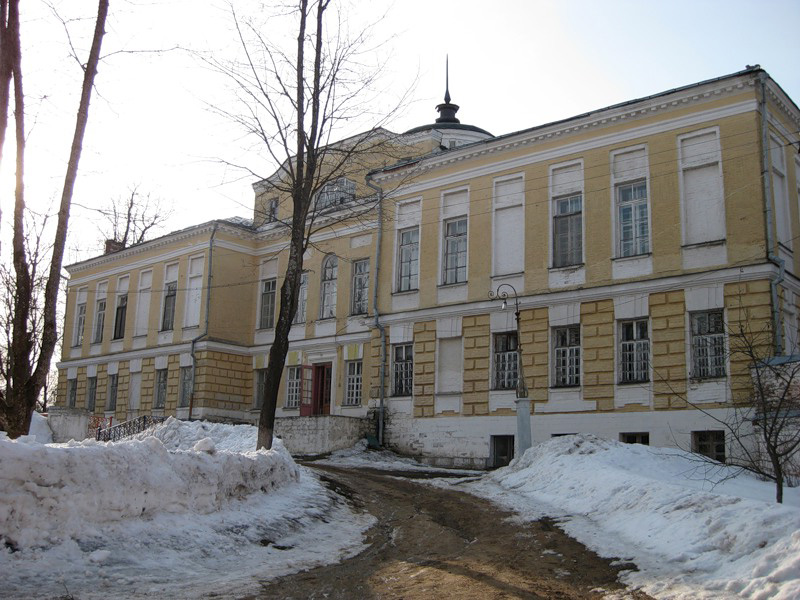
Головний фасад

Архітектор Старов, талановитий і працьовитий, поставився до нового завдання цілком уважно. Він запроектував  цілий ансамбль різних за призначенням споруд, використавши верхівку пагорба над річкою Озерна та Тростенським озером на відстані 25 км від Рузи та 90 км від Москви. Схил пагорба  перетворили на паркові тераси, де розпланували регулярну частину парку.
Архітектор, що пройшов виучку в Парижі, був прихильником раннього класицизму французького зразка, котрий щойно починав полонити модними зразками країни Західної Європи. Багатющий досвід французької архітектури Іван Старов і використав в проекті однієї з перших садиб. Класицизм французького зразка культивував пластичність об'ємів.  І монотонні портики, трикутні фронтони були зовсім не обов'язковими елементами споруди, як то було у палких прибічників палладіанства, у тих же Джакомо Кваренгі чи Миколи Львова.
Садибний палац для С.С. Гагаріна дивував м'якою пластичністю раннього класицизму і повною відсутністю  монотонних портиків і трикутних фронтонів, декоративних колонад . На почесний двір виходив прямокутний блок-куліса з западиною посередині, де розмістили головний вхід в палац. 
Прямокутний блок-куліса приховував менший об'єм споруди, де розмістили комплекс із трьох прямокутних і трьох парадних залів овального типу - два бічні овальні зали були розташовані перпендикулярно головній осі, а центральний - строго вздовж неї. Індивідуальною знахідкою архітектора стала відсутність другого поверху в центральній залі, відкритій в парк і в небо, тоді як бічні овальні мали другий поверх . Ця гра з об'ємами надзвичайно збагатила пластикою парковий фасад палацу, підсилений заокругленим виступом першого поверху, дах якого перетворили на балкон-терасу з декоративною ґраткою і зі сходами в парк. Перший поверх споруди прикрашав руст, на який спирався парадний другий, стримано прикрашений неглибокими нішами і колонами на бічних вікнах. Вінчав споруду круглий бельведер зі шпилем, що стане важливою прикметою барських палаців взагалі.

## Скарби садиби
Садибний палац наповнили парадними портретами представників родини Гагаріних, зібрали садибну бібліотеку, старовинні меблі кінця 17-18 століть, панно роботи італійських майстрів.
Побудова ансамблю на одній осі, використання терас і регулярної частини парку поблизу палацу, великі партери-газони, майстерна гра з архітектурними об'ємами надали підстави вважати про перехідний характер архітектури Старова в садибі від бароко до класицизму. Але стриманість декору і небароковий його характер свідчили про зовсім інші витоки використаної стилістики. В садибний комплекс увійшли також флігелі, кінний двір, парадна брама, соснова алея підводила до почесного двору. Останнім виник комплекс садибної церкви та дзвіниці сорока метрів заввишки, форми якої нагадували античні маяки.
Незвична дзвіниця викликала справжнє захоплення у мистецтвознавця І.Е. Грабаря. Він писав про неї — 
| Не знайди ми підписаних креслеників Івана Старова, неможливо було би і думки допустити, щоби ця строга еллінська дорика колон, ця могутня порожнеча рустованого низа, котра несе колонаду другого яруса, могли народитися в голові російського митця 1770-х років... Самий храм також виглядає молодшим за власні роки, тоді як самий стиль дзвіниці точно знущається над усіма законами еволюції (мистецького стилю). Тут не тільки передбачені майбутні шляхи і зроблені віхи, а створений небачений, майже фантастичний крок в майбутнє століття і реалізована воля близького, але ще не народженого покоління. |

## Парк садиби
Парк садиби оточував палац з усіх боків. З під'їзду до почесного двору вела довга алея, обсажена соснами. Почесний двір починався з парадної брами і був оточений цегляним парканом з двома арковими бічними входами. Найближча до палацу ділянка мала на терасах регулярне розпланування (зі стриженими рослинами та паркловими скульптурами), далі все переходило в пейзажний парк. Над пейзажною частиною працював паркобудівник Андрій Болотов, котрий уславився ще раніше створенням дивного парку в Богородицьку.

## Садибний ансамбль в 20 ст.
Родина Гагаріних володіла садибою Нікольське-Гагаріно до 1917 року. Після більшовицького перевороту ансамбль вступив в довгий період деградації, але не був знищений остаточно. Парк здичавів повністю, втративши колишнє розпланування. В окремих кутах його - хащі і великі стовбури повалених дерев. Низка садибних споруд захаращена або перебуває в зруйнованому стані (руїна Кінного двору). В палаці був санаторій, а згодом розмістили інтернат для психічно хворих дітей. Відвідини садиби вкрай обмежені, вхід через КПП.
В садибний ансамбль входили також храм Св. Миколая та дзвіниця. Остання була висаджена в повітря за часів захоплення садиби німецько-фашистськими загарбниками. Сам храм був зачинений більшовицьким урядом ще в 1930-х роках. Сакральна споруда без дзвіниці повернута парафії 1999 року, котра ініціювала відновлення зруйнованої дзвіниці. Невеличка парафія також почала опікуватись лікарняним закладом в колишній садибі.